# Ториньи, Шарль де Гойон-Матиньон
Шарль де Гойон де Матиньон (фр. Charles de Goyon de Matignon; 1564 — 8 июня 1648, Ториньи-сюр-Вир), граф де Ториньи — французский генерал.

## Биография
Третий сын Жака II де Гойон-Матиньона, графа де Ториньи, маршала Франции, и Франсуазы де Дайон дю Люд.
Сир де Матиньон, граф де Ториньи, барон де Сен-Ло и де Лароштессон, принц де Мортань, и прочее, государственный советник.
Служил в Гиени под командованием своего отца маршала Матиньона, в 1579 году стал капитаном ордонансовой роты из ста тяжеловооруженных всадников. В 1580 году в войсках Матиньона участвовал в осаде Ла-Фера, в 1585-м в разгроме кальвинистов, осаждавших Бруаж, в 1586-м во взятии Кастеля, Монсегюра и Шатийона, в разгроме восьмисот протестантов под Нераком в 1588 году. В 1590 году стал губернатором Сен-Ло.
В 1593 году содействовал взятию Вильландрада и осаде Блая, которую маршал снял по приказу Генриха IV. В 1595 году служил при осадах и взятии Кастанета и Корда.
После смерти старшего брата унаследовал титул графа де Ториньи и должность генерального наместника Нижней Нормандии. Генеральный наместник бальяжа Котантена и герцогства Алансонского (1.09.1595), губернатор Шербура и Гранвиля (1596), рыцарь орденов короля (2.01.1599).
22 мая 1608 был утвержден в должности наместника Котантена и герцогства Алансонского в отсутствие дофина. В 1609 году был допущен к участию в заседаниях Руанского парламента. В 1611 году получил пенсион в 8 000 ливров, увеличенный в 1620-м до 10 000 из средств сберегательного казначейства. Присоединил к своему генеральному наместничеству Канский бальяж (3.12.1613). Участвовал в Генеральных штатах 1614 года и председательствовал на штатах Нормандии в 1616, 1623 и 1624 годах. 8 марта 1621 или 1622 в знак признания заслуг графа Людовик XIII дал ему патент с обещанием должности маршала Франции.
При переформировании кавалерийских рот в полки 16 мая 1635 получил один из этих полков, распущенный 30 июля 1636. Генерал-лейтенант (25.09.1636), управлял наместничеством при губернаторстве герцога де Лонгвиля до своей смерти. Умер в Ториньи и был погребен 9 июня 1648.

## Семья
Жена (1596): Элеонора д'Орлеан, младшая дочь Леонора д'Орлеана, герцога де Лонгвиля и д'Эстутвиля, и Мари де Бурбон, герцогини  д'Эстутвиль и графини де Сен-Поль.
Дети:
- Анри (15.02.1598—1610). Его крестными родителями были Генрих IV и Мари де Бурбон
- Жак (20.03.1599—25.03.1626), граф де Ториньи. Воспитывался с Людовиком XIII, стал капитаном роты из ста тяжеловооруженных всадников. Наследник должности генерального наместника Нормандии и губернатор Шербура и Гранвиля (1612), служил с пехотным полком в Гугенотской войне (1622), кампмейстер кавалерии в Итальянской армии (1625). Убит на дуэли графом де Бутвилем. Жена (1619): Генриетта де Ла-Гиш (ум. 22.05.1682), дама де Шомон, старшая дочь и наследница Филибера де Ла-Гиша, сеньора де Ла-Гиша и Шомона, и Антуанетты де Дайон дю Люд; вторым браком вышла за герцога Ангулемского
- Франсуаза (8.03.1600—?), монахиня в Вандоме
- Катрин-Жилонна (6.05.1601—?). Муж: Франсуа де Сийи (ум. 1628), герцог де Ларошгийон
- Катрин (21.05.1602—1602)
- Леонор (31.05.1604—14.02.1680), епископ и граф Лизьё
- Франсуа (17.03.1607—19.01.1675), граф де Ториньи. Жена (1631): Анн Малон де Берси (ум. 1688), дочь Клода Малона, сеньора де Берси, и Катрин Абер де Монмор
- дочь (р. и ум. 1609)